# Cylicja
Cylicja (arab. ‏قيليقيا‎ Kilikija lub niegdyś ‏الثغور الشامية‎ trb. As-Sghur asz-Szmija trl. āṯ-ṯḡūr āš-šāmīť, fr. Cilicie, gr. Κιλικία, Kilikia, łac. Cilicia, orm. Կիլիկիա, Kilikia tur. Kilikya (Çukurova)) – kraina historyczna na pograniczu Azji Mniejszej i Syropalestyny. W centralnym punkcie równinna i żyzna, jednak otoczona zewsząd górami. Obecnie w całości leży na terytorium Turcji (prowincje: Mersin, Adana, Osmaniye). W czasach rzymskich Cylicja dzieliła się na dwie części: Cilicia Trachea i Cilicia Pedias. Cilicia Trachea (asyryjskie Khillaku, od którego pochodzi nazwa Cylicji) była surowym rejonem górskim uformowanym przez góry Taurus. Od południa graniczy z Morzem Śródziemnym (które odziela ją od Cypru), od zachodu – z górami Taurus, od wschodu zaś – z górami Amanus (oddzielającymi ją od właściwej Syrii).
Przez tauryjskie Wrota Cylicyjskie i amańskie Wrota Syryjskie przechodził główny szlak pomiędzy Azją Mniejszą i położonymi dalej krainami w Europie, a Syrią i położonymi dalej krainami Azji, co sprawiało, że Cylicja była krajem o dużym znaczeniu strategicznym. Tędy na wschód szli Aleksander Macedoński i Lucjusz Domicjusz Aurelian, a później wodzowie pierwszej wyprawy krzyżowej i Selim I Groźny, zaś wodzowie wypraw Abbasydów i Ibrahim Pasza szli tędy na zachód.
Skaliste przylądki tworzyły naturalne porty, w których często znajdowali schronienie piraci. W starożytności pokryta gęstym lasem, który dostarczał budulca dla stoczni. Cilicia Pedias leżała we wschodniej części Cylicji i prócz terenów górskich kształtowały ją nadmorskie równiny. Przez Cylicję biegł perski szlak królewski, który łączył Anatolię z Syrią i wybrzeżem cylicyjskim.

## Historia

### Czasy starożytne
W II tysiącleciu p.n.e. znajdowało się w tym regionie królestwo Kizzuwatny. Później dzieliło losy regionu. Kolejno pod panowaniem Hetytów, Asyrii, Persji i monarchii Seleucydów, przejściowo Armenii, wreszcie Rzymu i jego kontynuacji, czyli Bizancjum. Stolicą starożytnej Cylicji był Tars, a ważniejszymi miastami: Korakesion, Hamaria, Seleucja. Cylicja była słynna z hodowli kóz (z ich sierści wyrabiano tuniki cylicyjskie), a także z uprawy winorośli, oliwek oraz zboża. Mieszkańcy Cylicji zajmowali się też handlem morskim, a zwłaszcza, przed czynami Pompejusza, piractwem. W okresie rzymsko-bizantyńskim Cylicja zasłynęła m.in. ważnymi postaciami w historii chrześcijaństwa, Pawłem z Tarsu i Teodorem z Mopsuestii.

### VII - XV wiek
Z Cylicji pochodził też Teodor z Tarsu. Pod względem kościelnym Cylicja przynależała do patriarchatu Antiochii, lecz te jej, położone na górzystym zachodzie, części, które nie zostały zajęte przez podboje kalifatu, zostały włączone do patriarchatu Konstantynopola. Chrześcijanie Cylicji podzielili się w V i VI w. na dominujących na zachodzie prawosławnych, którzy uznawali postanowienia soboru w Chalcedonie, oraz na (występujących głównie na wschodzie) monofizyckich jakobitów.
Arabowie zdobyli Cylicję jeszcze w VII wieku, lecz przez długi czas ich władza nad nią była chwiejna, toczyły się na jej terenie walki, a ludność w dużej mierze opuściła tak ten region, jak i cały pas pogranicza. W okresie panowania Abbasydów, Cylicja zaczęła być częścią pasa fortec, mających stanowić bazę do częstych (1–3 razy w roku, na ogół 2) najazdów na Bizancjum, a także chronić przed bizantyńskimi kontratakami. Ten ufortyfikowany region graniczny dzielił się na część zewnętrzną, w której skład wchodziła Cylicja, zwaną الثغور, trl. Aṯ-Ṯuḡūr, trb. As-Sughur oraz na część wewnętrzną zwaną العواصم, trl. Al-ʿAwāṣim, trb. Al-Awasim (z głównymi ośrodkami w Antiochii i Aleppo). Same Aṯ-Ṯuḡūr dzieliły się na syryjskie i dżezirskie, których stolicami były, odpowiednio, Tars i Melitena, czyli dzisiejsza Malatya. Nazwa pierwszego regionu oznaczała dosłownie „kły” lub „odstępy między zębami”, a w przenośni każdą twierdzę położoną nad lądową lub morską granicą z niewiernymi. Druga zaś nazwa oznaczała „(miasta) chroniące”. Do Tarsu przyjeżdżali tłumnie chętni do walki z Bizancjum z każdej strony świata islamu, a dalekie miasta utrzymywały w nim ribaty dla swych własnych ochotników. Ważnymi miastami Cylicji w tym okresie były Mopsuestia (المصيصة, trl. Al-Maṣṣīṣa, trb. Al-Massisa), Adana (أذنة lub أدنة, trl. Aḏana lub Adana, trb. Azana lub Adana; dziś ar. أضنة, trl. Aḍana, trb. Adana), Anazarbus (عين زربة, trl. ʿAyn Zarba, trb. Ajn Zarba) i inne.
Pozbawiony w wyniku rozkładu państwa Abbasydów w X w. efektywnej pomocy zewnętrznej emirat Tarsu, mimo usiłowań Hamdanidy Sajf ad-Dauli, padł ofiarą Bizancjum. W 965 r. stolica emiratu poddała się cesarzowi Niceforowi II Fokasowi. Głód, zarazy i zniszczenie towarzyszące podbojowi Cylicji spowodowały odpływ dotychczasowej ludności, którą zastąpili w dużej mierze Ormianie, dzięki czemu, kiedy, po Bitwie pod Manzikertem upadło panowanie Bizancjum w regionie, w górskiej części Cylicji powstał szereg państewek ormiańskich, w tym państewka Hetumidów i Rubenidów. O ile część miast na nizinie Cylicji znalazła się pod panowaniem tureckim, następnie krzyżowców, a, w późniejszym okresie, przejściowo Bizancjum, z czasem Cylicja została zjednoczona w Królestwo Małej Armenii (królestwo od 1198 r.) ze stolicą w Sis (obecnie Kozan), gdzie znajdował się (zachowany do dziś) zamek królewski oraz (zniszczona po Ludobójstwie Ormian) siedziba ormiańskiego katolikosa. Innym ważnym miastem Cylicji był w tym okresie port Ajas (dzisiejszy Yumurtalık). Państwo ormiańskie w Cylicji sprzymierzyło się z krzyżowcami, czego efektem była uznanie przez kościół ormiański w Cylicji zwierzchnictwa papieża, jak i późniejsze przejęcie władzy przez pochodzących z Francji, a rządzących Królestwem Cypru potomków króla Jerozolimy Gwidona de Lusignan. W późniejszym okresie, Królestwo Małej Armenii sprzymierzyło się z wojującymi z muzułmanami Mongołami, jednak, wobec ich islamizacji i osłabnięcia oraz upadku ostatnich punktów oporu krzyżowców na przełomie XIII i XIV w. (Antiochia w 1268 r.; Trypolis w 1289 r.; Akka w 1291 r., zaś Arados w 1302 r.), Cylicja stała się osamotniona i narażona na ciągłe ataki sułtanatu mameluków. Królowie rezydowali w Cylicji do upadku królestwa i ucieczki do Francji w 1375 r., a ostatnie punkty oporu Ormian padły w wieku następnym.

### XVI - XX wiek
Na terenie Cylicji powstał turecki emirat Ramazan, który podlegał mamelukom i oddzielał ich od rosnącej potęgi Imperium Osmańskiego. Po bitwie pod Mardż Dabik w 1516 r. Cylicja dynastii Ramazanidów podlegała Imperium Osmańskiemu i została przez nie następnie wchłonięta.
Ibrahim Pasza, syn zbuntowanego namiestnika Egiptu Muhammada Alego, zajął Cylicję w 1831 r. Przynależność regionu do praktycznie niezależnego Egiptu została potwierdzona w traktacie w Kütahyi z 1833 r., przy czym płacił on z niej i Syrii trybut sułtanowi. Dążące do odzyskania utraconych terenów Imperium Osmańskie zaatakowało państwo Muhammada Alego, lecz, przegrawszy bitwę pod Nizip, zmuszone zostało do szukania poparcia państw Europy, które, zgromadzone na konferencji w Londynie (1840), przekonane m.in. sułtańskim edyktem z ogrodu różanego, zapowiadającym reformy w Turcji, zgodziły się interweniować na rzecz zagrożonego Imperium Osmańskiego i zmusiły ostatecznie Muhammada Alego do wycofania się z Cylicji i wszystkich innych zdobyczy, poza samym Egiptem i Sudanem.
W XIX i na początku XX w., w wyniku osłabnięcia Imperium Osmańskiego, podbojów Rosji i emancypacji podlegających Turkom narodów chrześcijańskich na Bałkanach z jednej, a rzezi dokonywanych przez Turków z drugiej strony (w Cylicji odznaczyła się masakra w Adanie z 1909 r.), rozbudziły się wśród tureckich Ormian nadzieje na uzyskanie autonomii lub niepodległości, co zamierzali uzyskać z pomocą Imperium Rosyjskiego lub innych państw Europy. Zakończyło się to w okresie pierwszej wojny światowej, za rządów młodoturków, rozpoczętą w 1915 r. eksterminacją Ormian, także w Cylicji, gdzie nadal ich wielu mieszkało. Pewne nadzieje na odtworzenie w Cylicji państewka ormiańskiego wiązano z postanowień stanowiącego w tym zakresie realizację umowy Sykes-Picot traktatu w Sèvres, który zakładał przekazanie Cylicji przychylnej Ormianom Francji. Niemniej, opór wojsk tureckich powstrzymał Francuzów przed zajęciem Cylicji i przesądził o tym, że zgodnie z traktatem w Lozannie, pozostała ona przy Turcji, przy czym pretensje do Cylicji zgłaszają nacjonaliści nacjonaliści arabscy i zwolennicy jedności Wielkiej Syrii, w tym Syryjska Partia Socjal-Nacjonalistyczna.

### XX wiek - czasy dzisiejsze
Dzisiaj region (głównie nizinnej) Cylicji nazywa się po turecku Çukurova. Głównym miastem regionu jest dziś Adana, będąca jednym z największych miast Turcji. Innymi ważnymi miastami są Mersin i Tarsus, Ceyhan, a także stare miasto Seleucja (Silifke). Ormianie zostali po 1915 r. siłą usunięci z regionu, a znaczną część śladów po nich zatarto. Region jest tureckojęzyczny, przy istnieniu mniejszości arabskiej na wybrzeżu i pewnej obecności Kurdów i innych. Region słynie z upraw rolniczych, a atrakcyjne dawne zamki Ormian i krzyżowców, a także królów ormiańskich w Kozanie (niegdyś Sis), Kızkalesi (niegdyś Korykos), Yılankale, Toprakkale, Anavarza w Aǧaçli (niegdyś Anazarbus), jak i meczety Adany, świadczą o historii regionu.
Siedziby kontynuujących tradycje cylicyjskie przywódców duchowych Ormian znajdują się w Libanie: Antiljas (monofizytycki ormiański katolikos Cylicji i muzeum przechowujące pamiątki z Sis) oraz Bejrucie i Bzommar (siedziba katolikosa – patriarchy kościoła ormiańsko-katolickiego).